# Sulzfluh
Die Sulzfluh gehört mit dem Hauptgipfel in 2818 m ü. A. (2817 m ü. M.) Höhe und dem 2812 m hohen Westgipfel zu den zehn höchsten Alpengipfeln im Rätikon zwischen dem Schweizer Kanton Graubünden und dem österreichischen Land Vorarlberg. Unmittelbar unterhalb der Südwand der Sulzfluh liegt die Carschinahütte des SAC.
Ihre erste verbürgte Besteigung erfolgte 1782. Der Grenzgipfel trennt das Gauertal im Montafon von St. Antönien im Prättigau.

## Geologie
Eine geologische Besonderheit ist beim Aufstieg zu beobachten: Man wechselt mit einem Schritt vom Glimmerschiefer im Norden hinüber auf den schneeweißen Kalk.

## Höhlen
Neben den altbekannten Sulzfluhhöhlen Kirchhöhle (800 m Länge), Seehöhle (1.500 m Länge), Abgrundhöhle und Herrenhöhle (Herrenbalme) befinden sich die großen Höhlensysteme von Oberer Seehöhle und Apollohöhle (3.080 m Länge) in der Ostflanke des Berges, über der tiefen verkarsteten Mulde der Gruben zwischen Sulzfluh und Weißplatte.

## Aufstieg
Der mächtige und relativ löchrige Kalkberg mit seinen auf allen Seiten steil abfallenden Felsflanken ist einer der schönsten Berge des Rätikons.
In der Südwand zwischen Sulzfluh-Hauptgipfel und Westgipfel verlaufen mehrere Kletterrouten mit hohem Schwierigkeitsgrad. Ebenso in der Westwand und Nordwestwand der benachbarten Kleinen Sulzfluh (2.708 m).

### Tilisunahütte
Von der Tilisunahütte (2211 m) führt ein Wanderweg über das Sulzfluhplateau zum Gipfelkreuz des Hauptgipfels. Der Aufstieg von der Hütte dauert etwa zwei Stunden.
Ein weiterer mittelschwerer Anstieg führt von Partnun durch das Gemstobel (hier eine kurze Felsstufe) zum Ostrücken, wo er auf den Weg von der Tilisunahütte trifft.

### Lindauer Hütte
Der Anstieg von der Lindauer Hütte im Gauertal erfolgt über den Porzalengawald, westlich an den Bankköpfen vorbei und durch den Rachen auf die nackte Karsthochfläche des Sulzfluhplateaus.
Ebenso ist seit 2006 der Aufstieg über einen Klettersteig möglich. Der Einstieg liegt oberhalb der Lindauer Hütte auf 2.150 m und auf 2.260 m wird die 350 Meter lange Gauablickhöhle durchquert.

### Partnun im St. Antöniental
2005 wurde von Partnun (St. Antönien) her ein Klettersteig auf den Gipfel eröffnet.
Der anspruchsvolle Einstieg in die fast senkrecht aufsteigenden Karste wird teilweise mit Ketten gesichert. Der Schwierigkeitsgrad liegt bei dieser Variante bei T3.
Der Klettersteig ist 750 m lang mit etwa 450 m Höhenunterschied. Die Begehungszeit für den Klettersteig beträgt ca. 2 ½ Stunden.
Zum Einstieg braucht man ab Partnun ca. 1 ½ Stunden, ab Carschinahütte ca. 1 Stunde und ab der Tilisunahütte ca. 2 Stunden.
Man kann auf dem Fernwanderweg Prättigauer Höhenweg der ganzen Rätikon-Kette und somit an den Südabstürzen der Sulzfluh entlang wandern.

## Impressionen

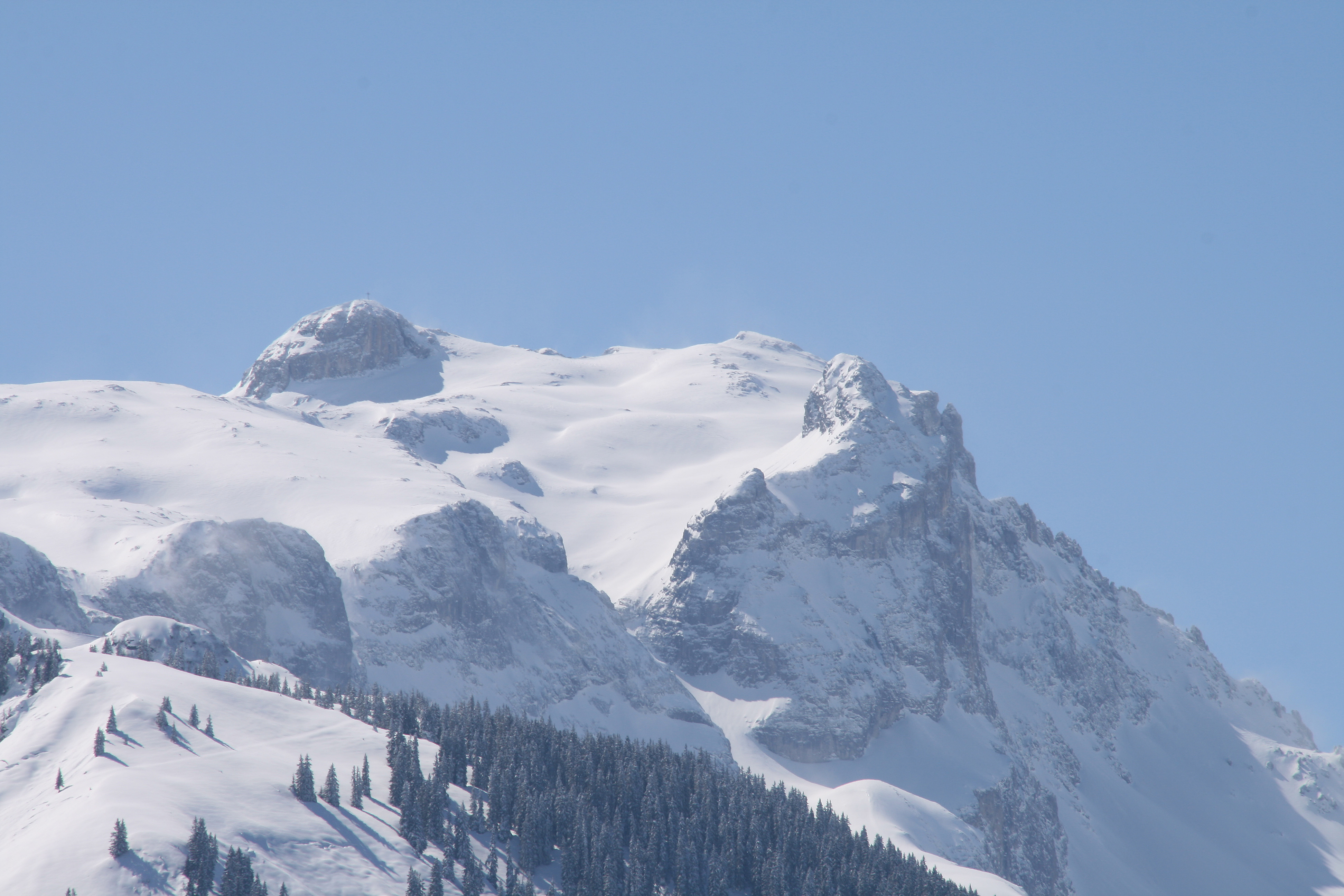
Blick von Bartholomäberg (Winter)
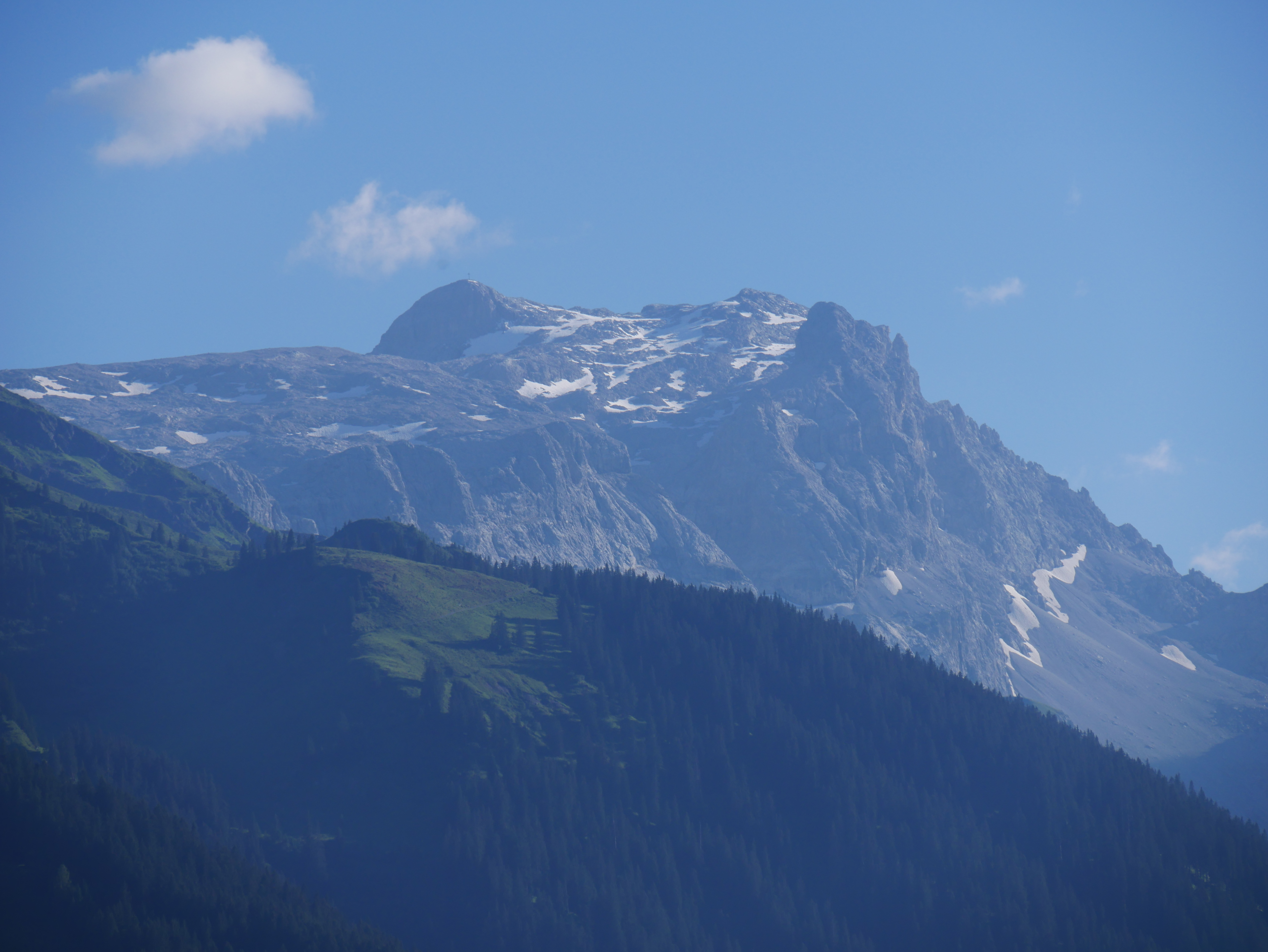
Blick von Bartholomäberg (Sommer)
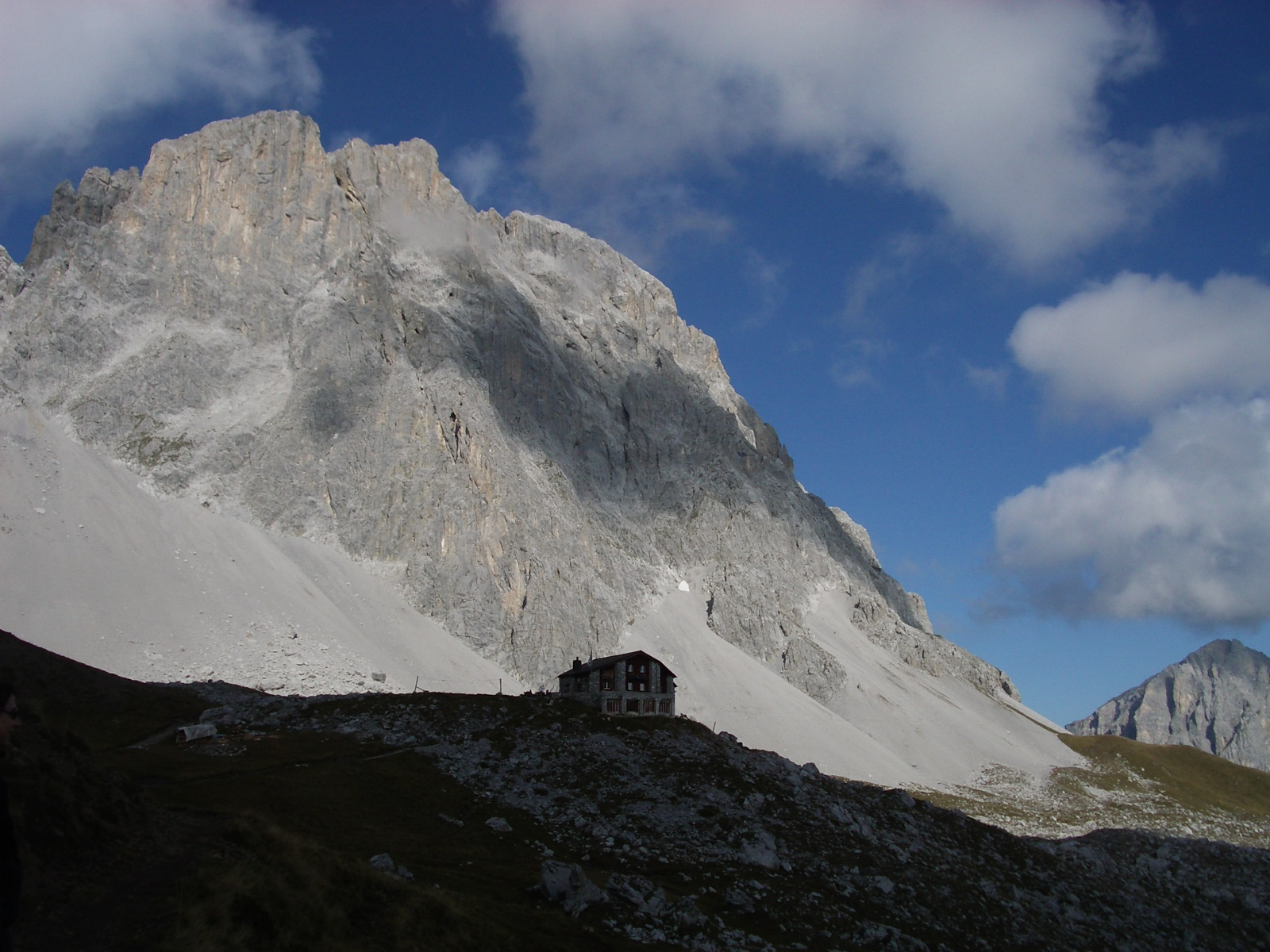
Sulzfluh mit Carschinahütte
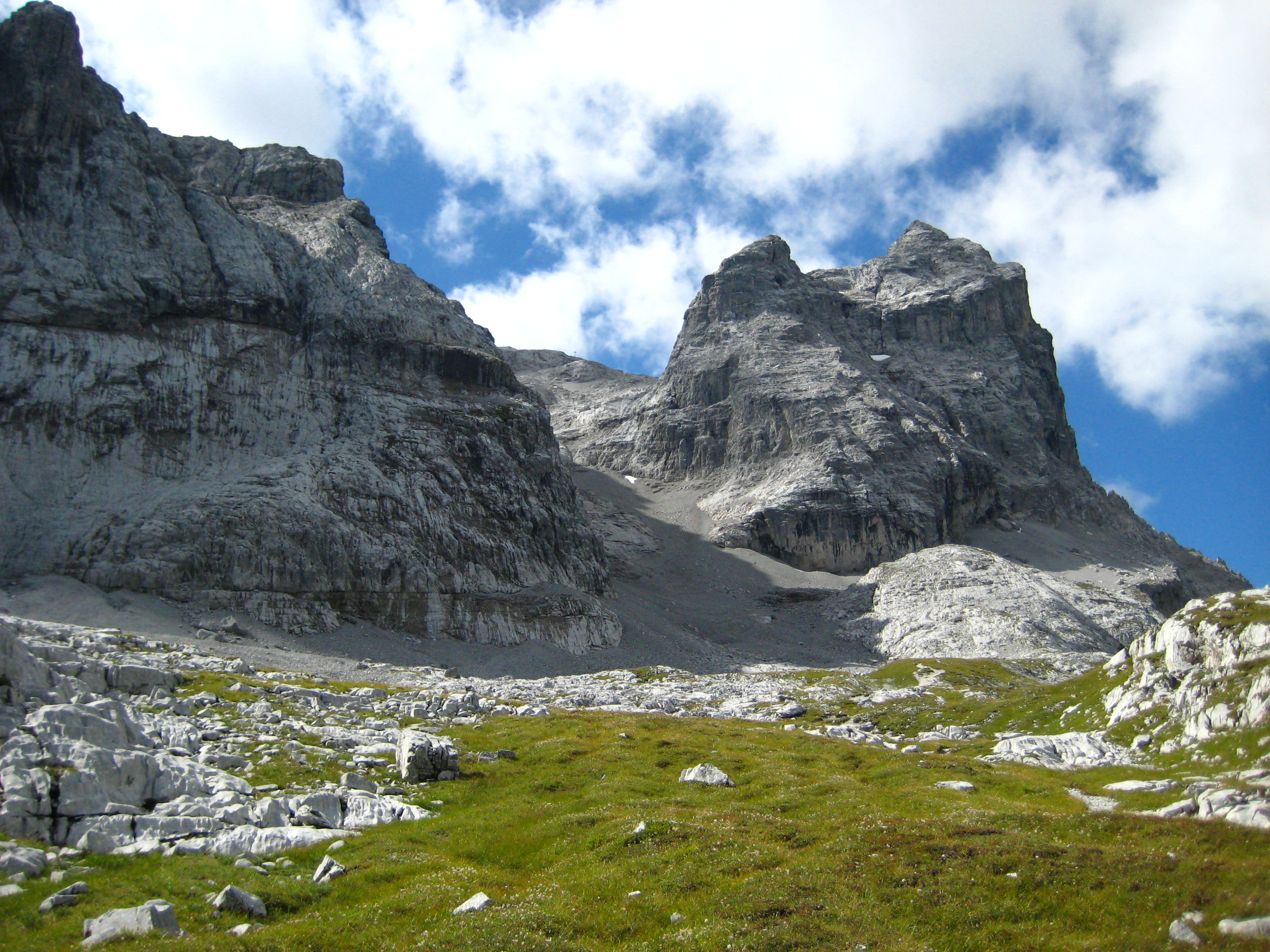
Sulzfluh von Nordwesten, mit Rachen (Kar nordwestlich der Sulzfluh)
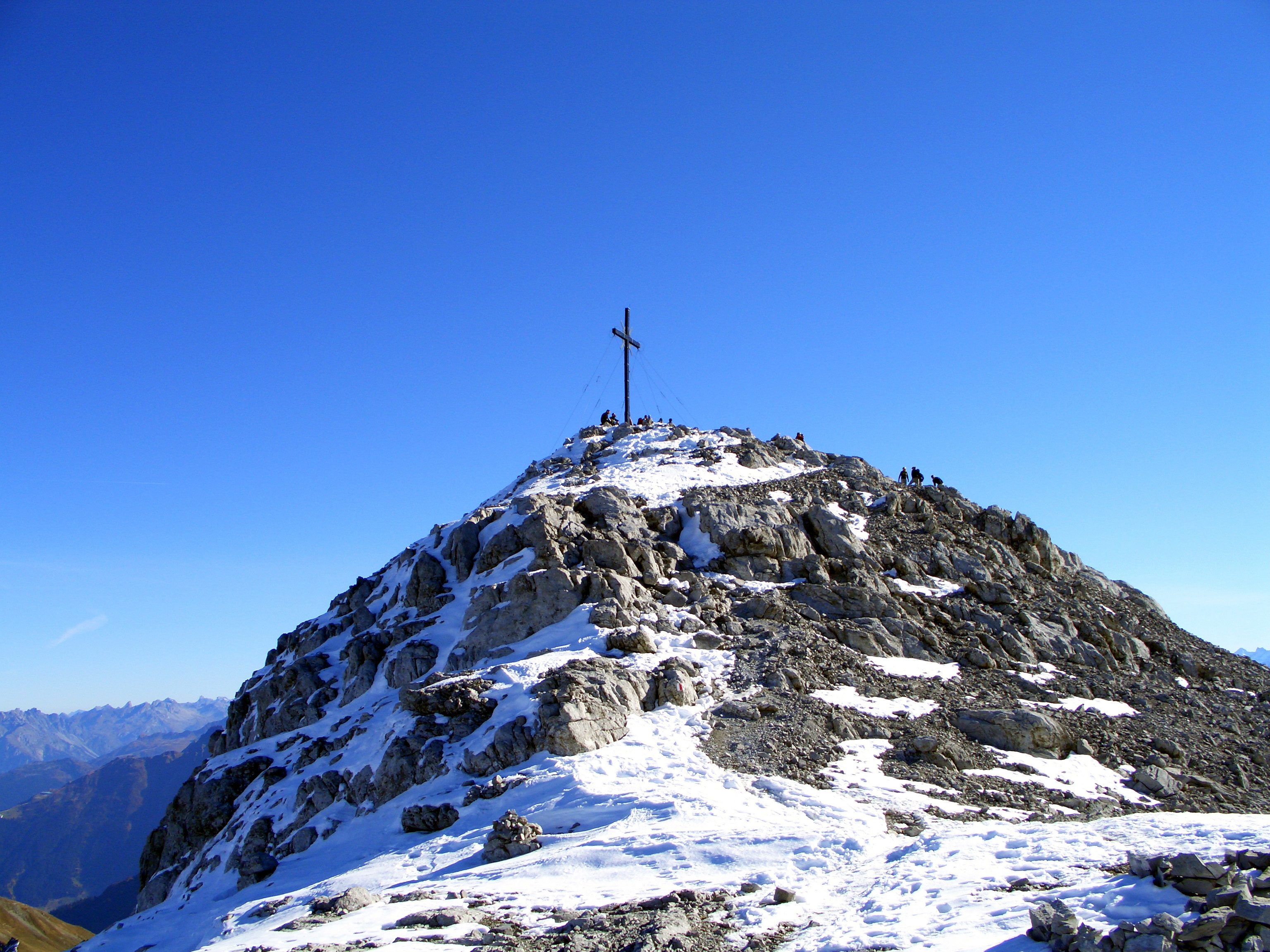
Gipfel der Sulzfluh
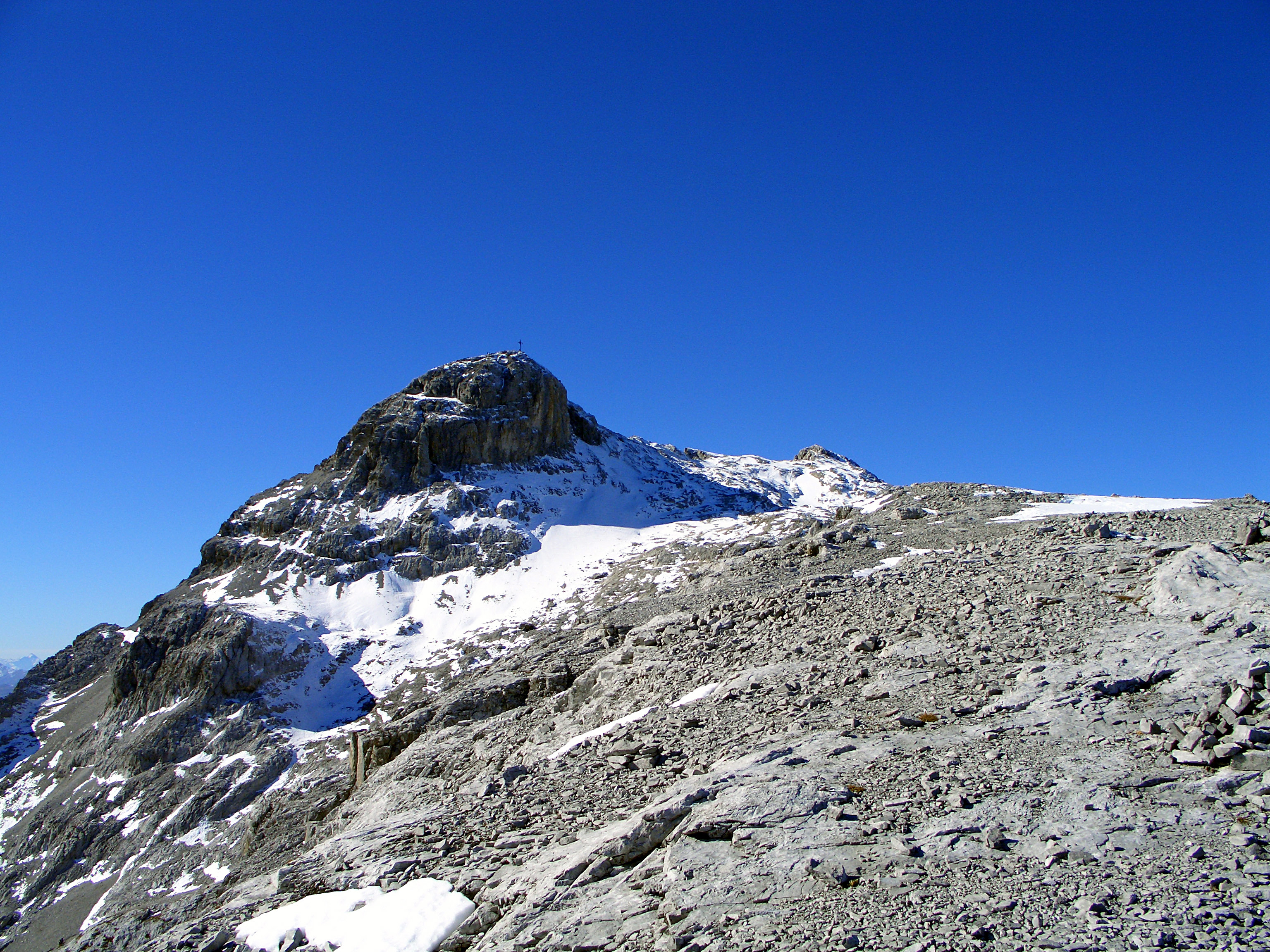
Sulzfluh-Gipfel vom Weg von der Tilisuna-Hütte
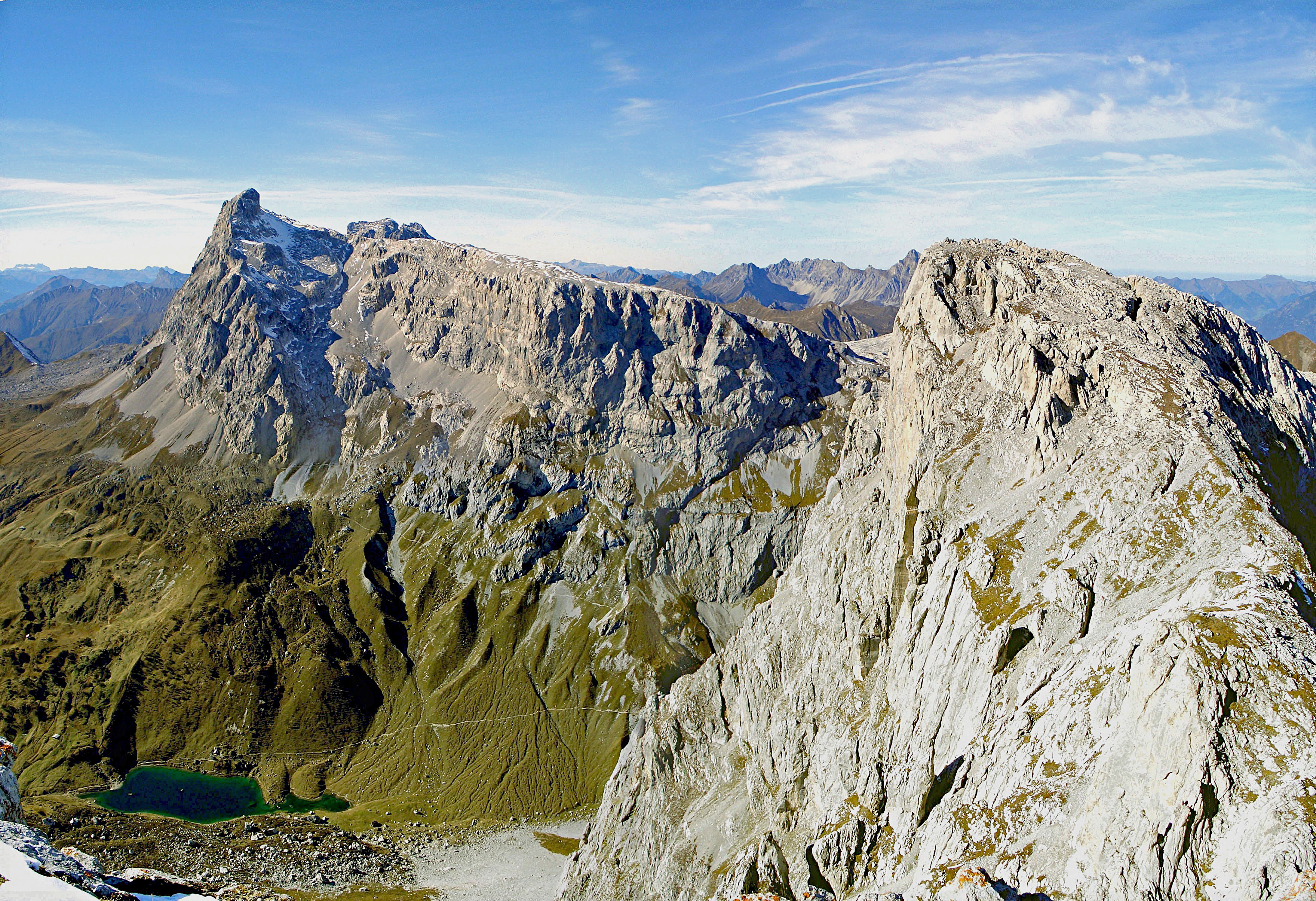
Sulzfluh (links) und Weissplatte (Schweiz: Wissplatte) von der Scheienfluh (Schweiz: Schijenflue). Rechts vom Sulzfluhgipfel fällt das Gemschtobel zum Partnunsee ab.
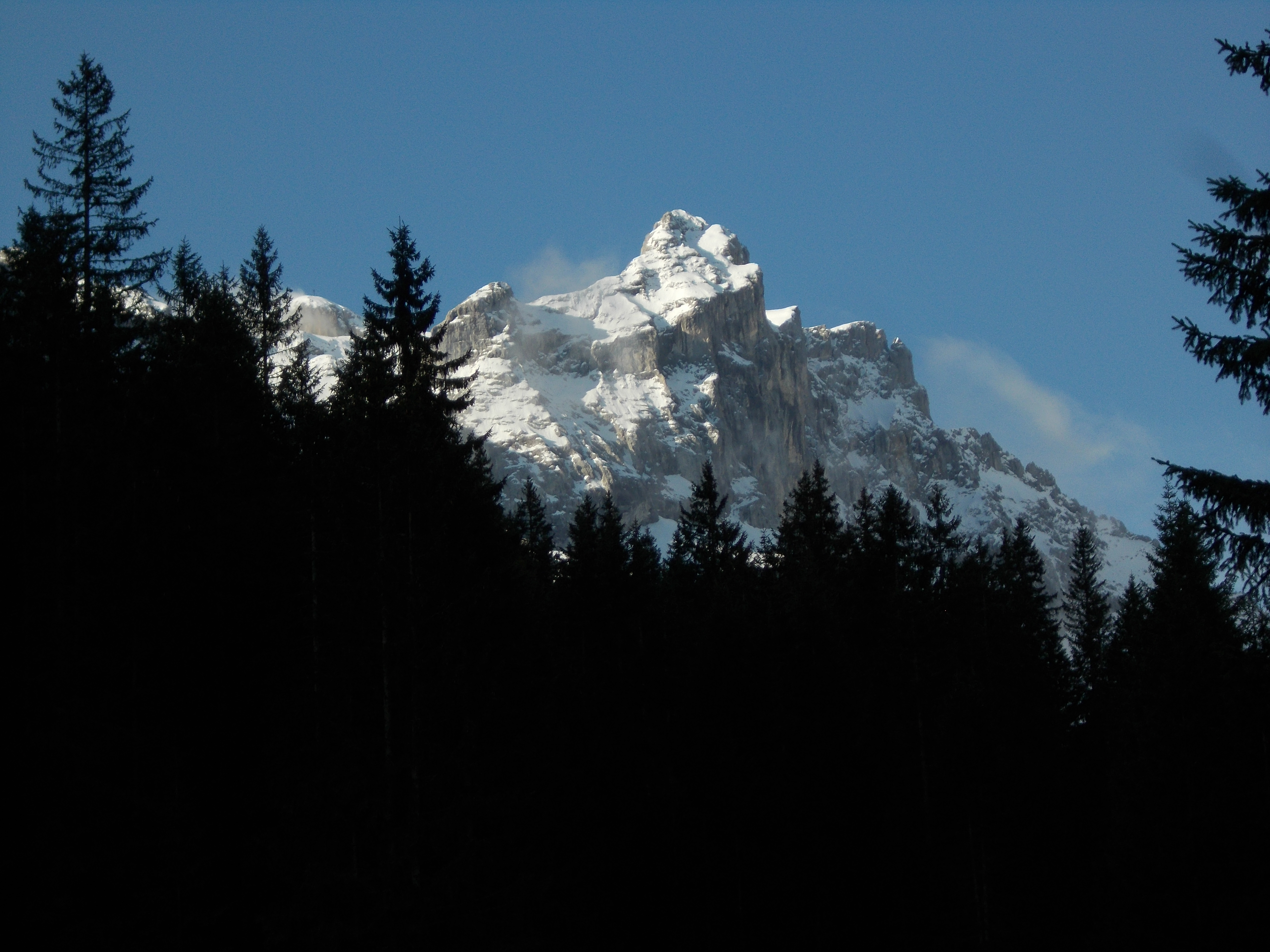
Blick von Norden, aus dem mittleren Gauertal, auf die Kleine Sulzfluh. Rechts dahinter der vom Westgipfel zum Drusentor herabziehende Westgrat.
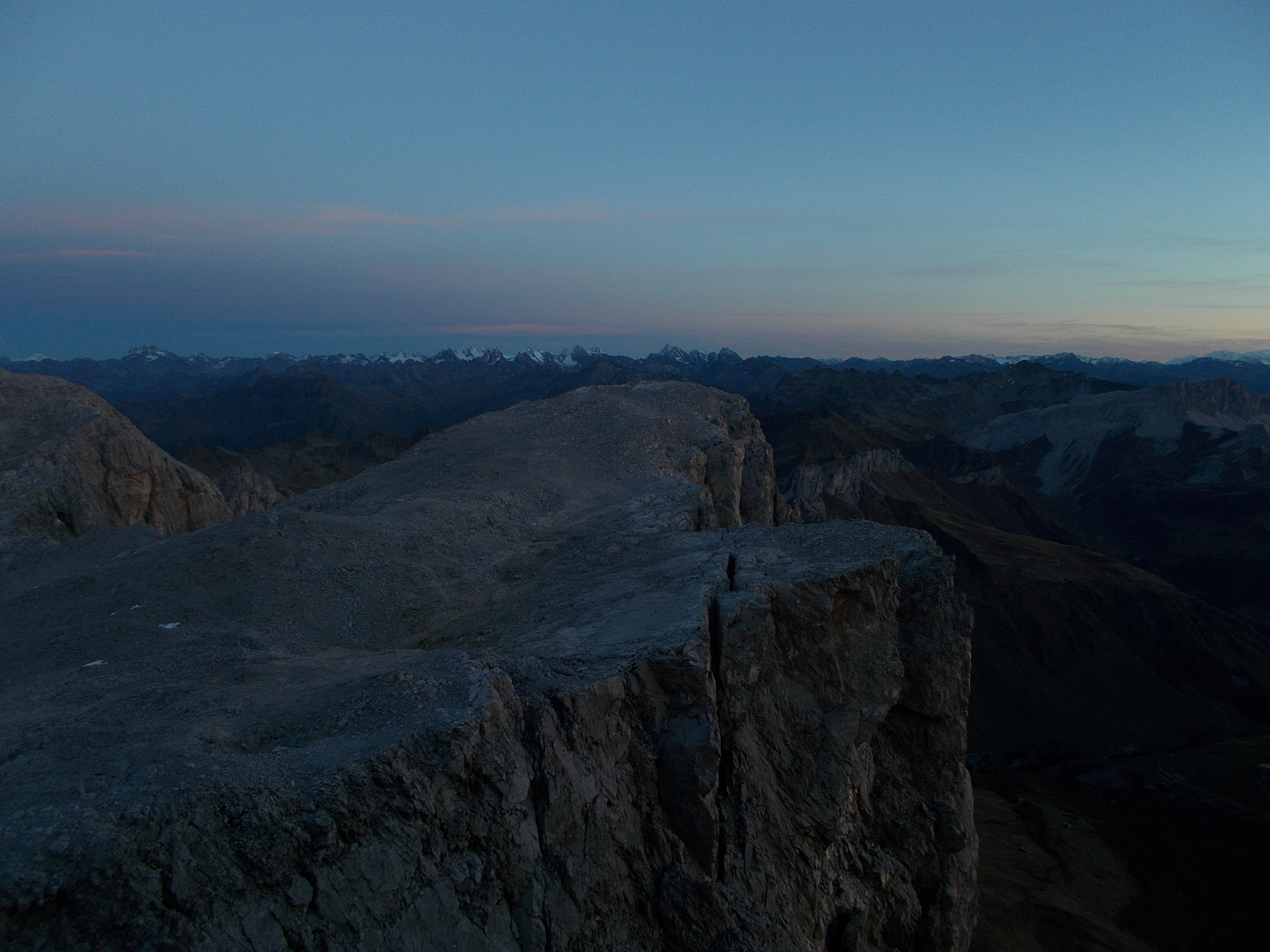
Ein großer Riß im Mittelgipfel kündigt einen Felssturz nach Süden an.
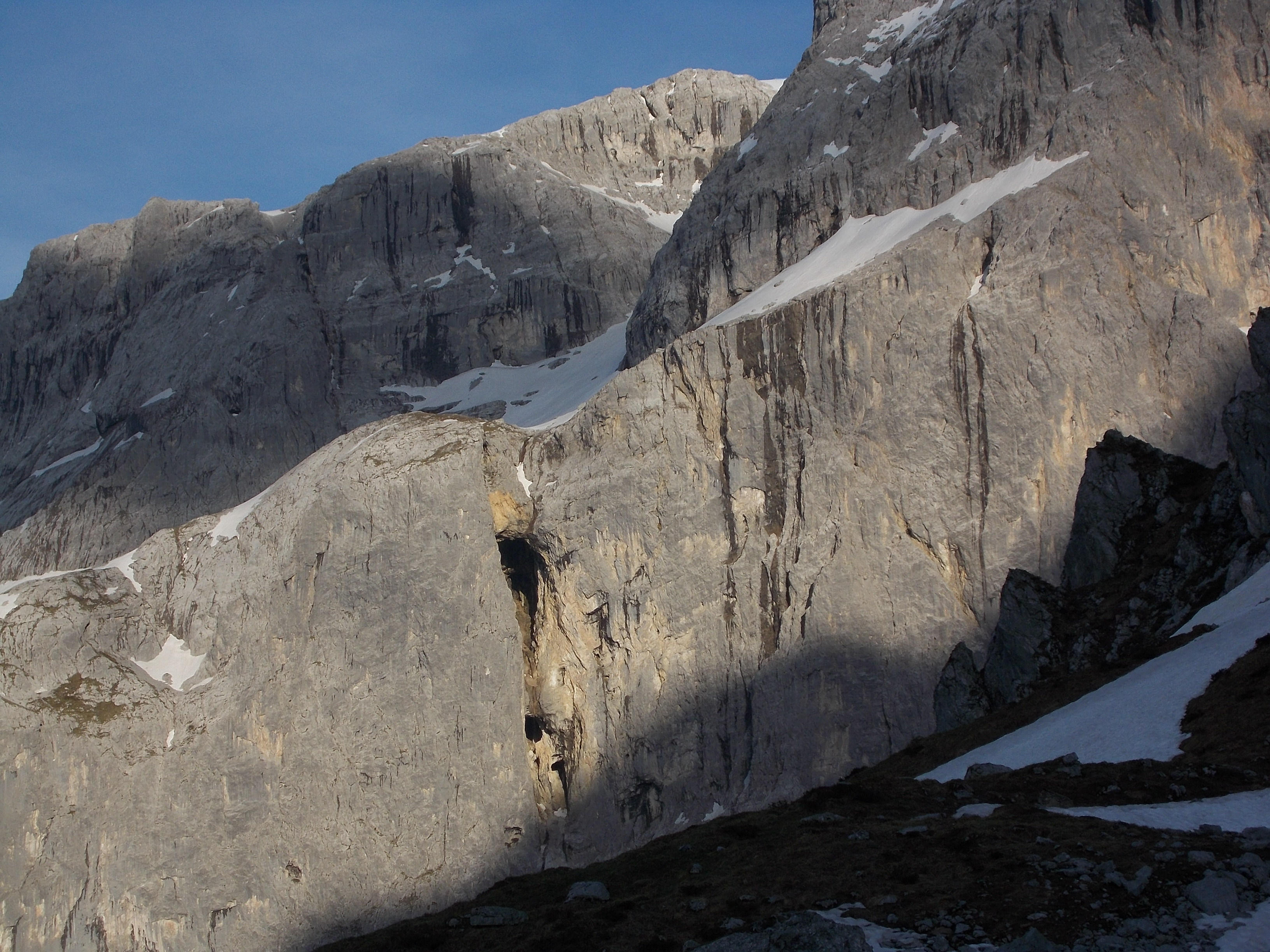
Höhlen in der Sulzfluh-Westwand, darüber (im Schatten) der Auslauf des Rachens, darüber die Rachenköpfe und oberhalb der Licht-Schattengrenze der Sommerweg.
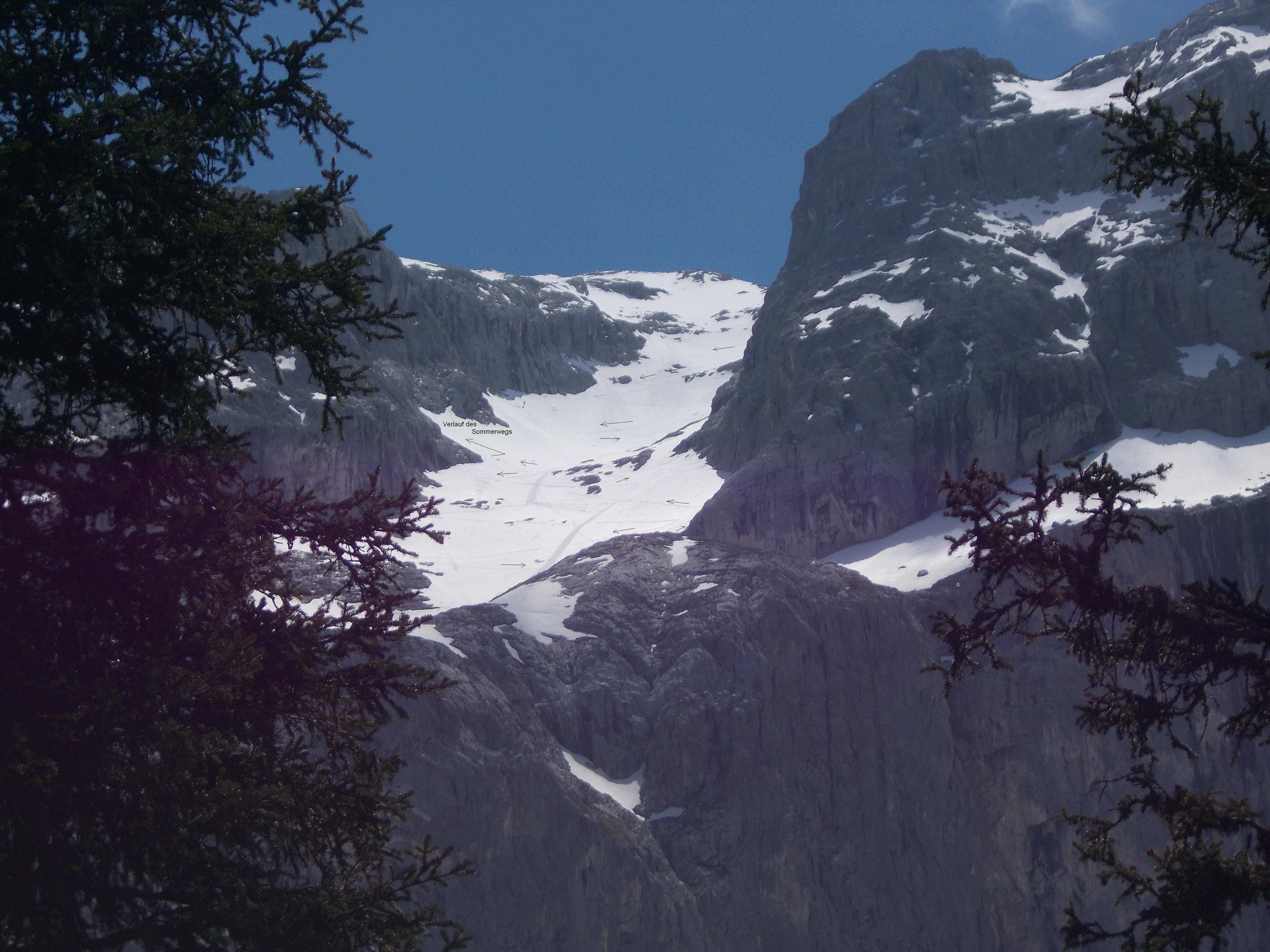
Blick in den Rachen.
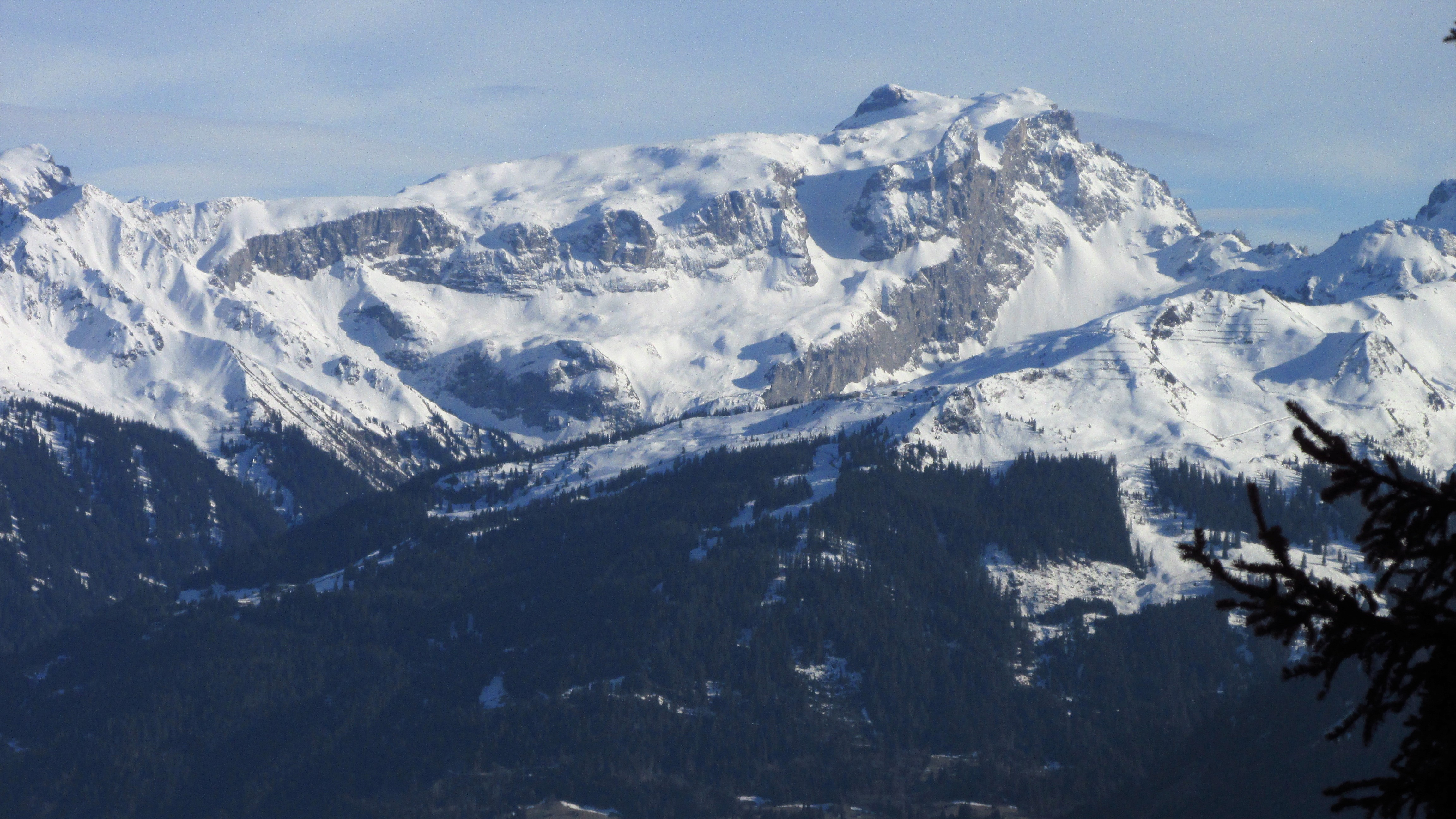
Blick vom Rappaschrofen, einem Felskopf des Hohen Frassen, von Nordwesten auf das Sulzfluhmassiv. Unter dem Gipfel liegt der Rachen im Schatten.